# Bataille de La Marsaille, 4 octobre 1693
La Bataille de La Marsaille, 4 octobre 1693 est un tableau de Eugène Devéria, peint en 1837. Il s'agit de l'une des œuvres visibles dans la galerie des batailles, au château de Versailles, en France.

## Description
La Bataille de La Marsaille est une huile sur toile, de 4,65 m de haut sur 5,43 m de long. Elle représente une scène de la bataille de La Marsaille, en 1693.

## Localisation
L'œuvre est située dans la galerie des batailles, dans le château de Versailles. Les toiles de la galerie étant disposées par ordre chronologique, elle est placée entre celles représentant le siège de Valenciennes (1677) et la bataille de Villaviciosa (1710).

## Historique
En 1833, le roi Louis-Philippe, au pouvoir depuis 3 ans, décide de convertir le château de Versailles en musée historique de la France. La galerie des batailles est inaugurée en 1837. 33 toiles monumentales y sont disposées, dépeignant des épisodes militaires de l'histoire de France.
Eugène Devéria peint la toile en 1837.

## Artiste
Eugène Devéria (1805-1865) est un peintre français.